# مأمون خان
مأمون خان (بنگالی: মামুন খান؛ زادهٔ ۲۰ دسامبر ۱۹۸۵) بازیکن فوتبال اهل بنگلادش بود.
وی همچنین در تیم ملی فوتبال بنگلادش بازی کرده است.